# Joy Deb
Pour les articles homonymes, voir Deb.
Joy Neil Mitro Deb (né le 14 janvier 1979) est un auteur-compositeur suédois. Il a coécrit le titre Heroes, interprété par Måns Zelmerlöw, qui a remporté le Melodifestivalen 2015 ainsi que le Concours Eurovision de la chanson 2015. Il a également coécrit la chanson « You », interprétée par Robin Stjernberg, qui a remporté le Melodifestivalen 2013 et représenté, à domicile, la Suède au Concours Eurovision de la chanson 2013 ; et la chanson Monsters chantée par Saara Aalto au Concours Eurovision de la chanson 2018 en représentant la Finlande, en terminant 25e en finale.